# Tiktaalik
Tiktaalik o tiktālik es un pez sarcopterigio (aletas lobuladas) del periodo Devónico tardío, con muchas características de los tetrápodos, por lo que es considerado un importante fósil transicional. Restos excelentemente preservados de Tiktaalik fueron encontrados en 2004 en la isla de Ellesmere en Canadá.
El nombre Tiktaalik (ᑎᒃᑖᓕᒃ) es una palabra inuktitut que significa "lota", un pez de baja agua. El género recibió su nombre tras una sugerencia de los ancianos Inuit del Territorio Nunavut de Canadá, donde el fósil fue descubierto.

## Fósil transicional

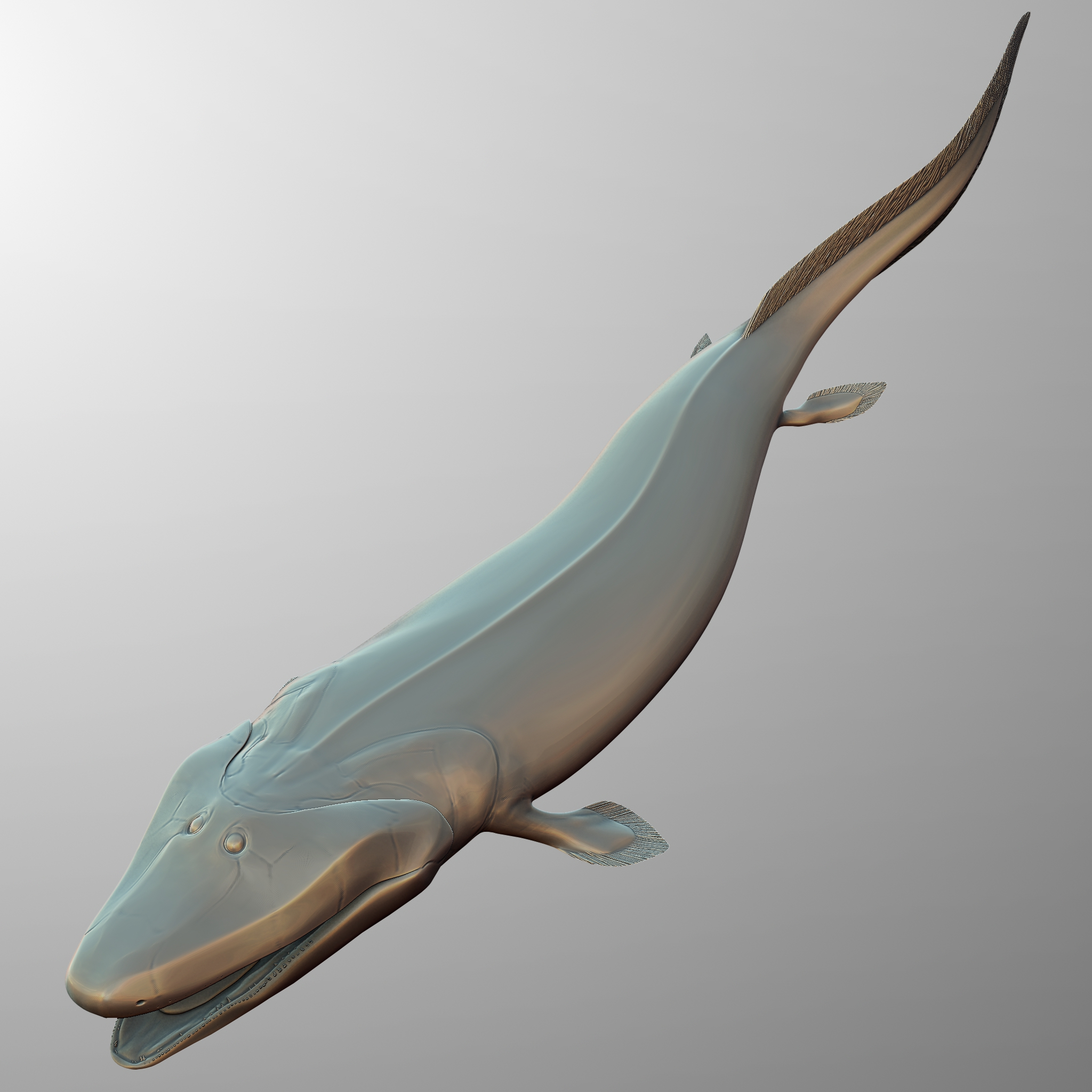
Recreación de un Tiktaalik.

Vivió hace aproximadamente 375 millones de años. Los paleontólogos sugieren que Tiktaalik fue una forma intermedia entre peces como Panderichthys, que vivió hace 385 millones de años, y los más recientes tetrápodos como Acanthostega e Ichthyostega que vivieron cerca de 20 millones de años después. Su mezcla de características ícticas y tetrápodas condujo a sus descubridores a caracterizar a Tiktaalik como un "ictiotrápodo".
Tiktaalik es un fósil transicional tan importante como Archaeopteryx. Su mezcla de características tanto de pez como de tetrápodo incluyen:
- Branquias de pez.
- Escamas de pez.
- Articulaciones y huesos de extremidades medio pez, medio tetrápodo, incluyendo una articulación de muñeca funcional.
- Costillas y cuello móvil de tetrápodo.
- Pulmones.
- Una región auricular modificada.

Uno de los descubridores, Neil Shubin, está planeando revisitar la isla Ellesmere para buscar fósiles que capturen más acertadamente el tiempo en que los vertebrados colonizaron la tierra firme.
En 2004, tres esqueletos fosilizados de Tiktaalik fueron descubiertos en rocas formadas en los sedimentos devónicos de la isla Ellesmere, Nunavut, en el norte de Canadá. En la época en la que existió la especie, la isla Ellesmere era parte del continente de Laurentia, el cual estaba centrado en el Ecuador y tenía un clima cálido.

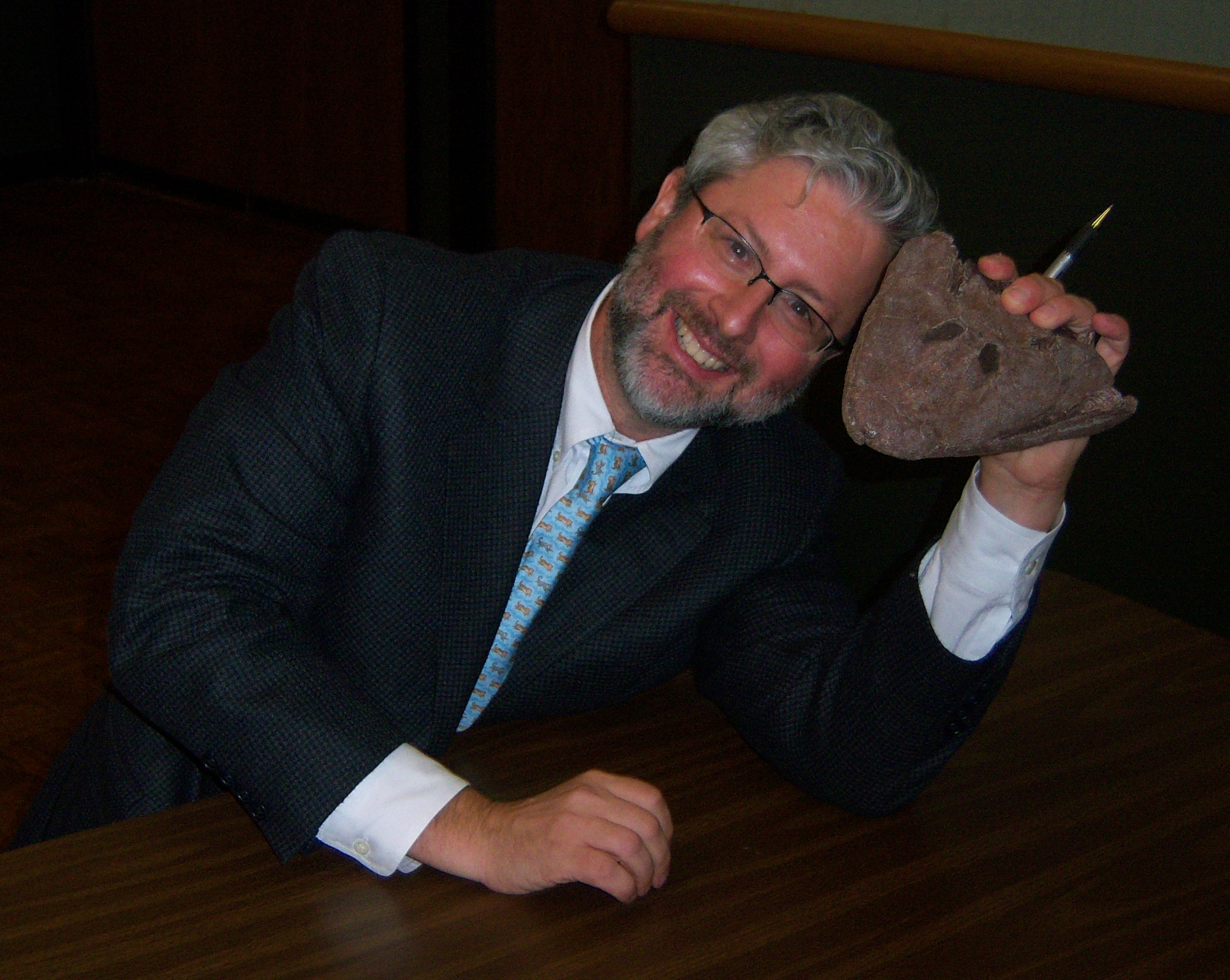
Neil Shubin, uno de los descubridores de Tiktaalik, sosteniendo un molde del cráneo

El notable hallazgo fue hecho por un paleontólogo que notó que el cráneo sobresalía de un risco. En una inspección posterior, el animal estaba en muy buenas condiciones para un espécimen de 383 millones de años.
El descubrimiento, hecho por Edward B. Daeschler de la Academy of Natural Sciences, Neil H. Shubin de la Universidad de Chicago y el profesor de la Universidad de Harvard Farish A. Jenkins, Jr, fue publicado en la edición del 6 de abril de 2006 de la revista Nature y rápidamente reconocido como un ejemplo clásico de forma transicional. Jennifer A. Clack, una experta en evolución de los tetrápodos de la Universidad de Cambridge, dijo de Tiktaalik, "Esta es una de esas cosas que se pueden señalar y decir, 'te dije que esto existe', y ahí está."

Después de cinco años excavando en la isla Ellesmere, en el extremo norte de Nunavut, ellos chocaron con un filón: una colección de varios peces tan bellamente preservados que sus esqueletos estaban intactos. Cuando el equipo de Shubin estudió la especie ellos vieron su emoción por que este era exactamente el intermedio perdido que ellos estaban buscando. 'Encontramos algo que realmente divide la diferencia justo a la mitad,' dice Daeschler.
New Scientist

Tomando una detallada mirada en el esqueleto interno de Tiktaalik roseae, en la edición del 16 de octubre de 2008 de "Nature, los investigadores mostraron como Tiktaalik estaba ganando estructuras que podrían permitirle apoyarse a sí mismo en suelo sólido y respirar aire, un paso intermedio clave en la transformación del cráneo que acompañó el cambio a la vida terrestre de nuestros antecesores distantes.

## Descripción

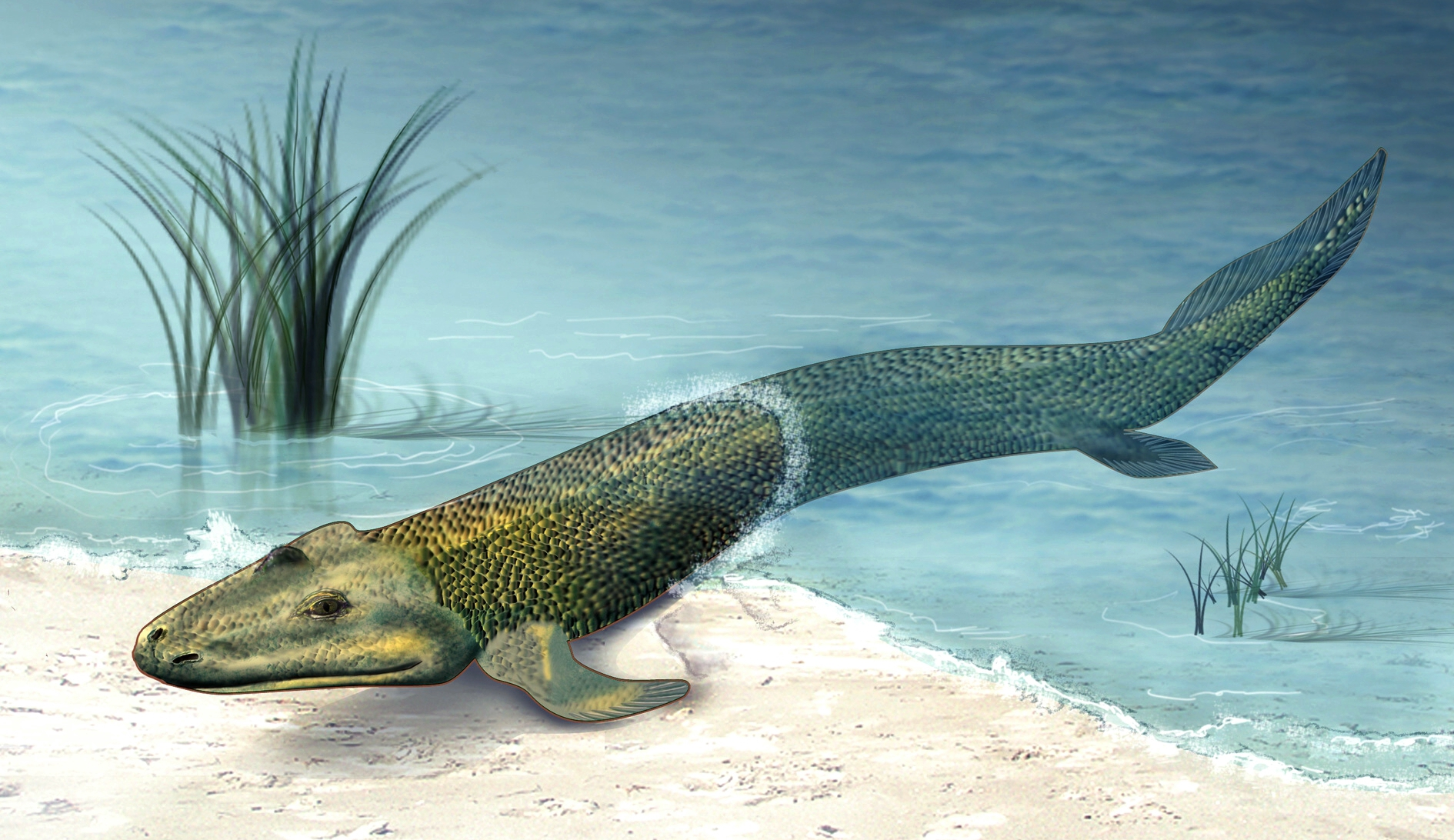
Reconstrucción gráfica de Tiktaalik

Tiktaalik tenía principalmente las características de un pez, pero con las extremidades formando estructuras esqueléticas similares a un brazo, parecidas a las del cocodrilo, incluyendo hombro, codo y muñeca. Tenía los dientes afilados de un depredador, y su cuello podía moverse independientemente de su cuerpo, lo que no es posible en otros peces. El animal también tenía un cráneo plano como el de los actuales anfibios; los ojos en lo alto de la cabeza; cuello y costillas como las de los tetrápodos, las cuales le servían para soportar el cuerpo y ayudarle a respirar por los pulmones; un largo hocico capaz de cazar presas sobre tierra; y una abertura branquial que, en animales más evolucionados, se convertiría en oído. Sus descubridores opinaron que, con toda probabilidad, Tiktaalik flexionaba sus proto-extremidades en el lecho de los ríos principalmente y podría haberse empujado a sí mismo hacia la orilla por breves periodos. Estos especímenes alcanzaron un tamaño de 1.2 a 2.75 metros de longitud.

## Galería

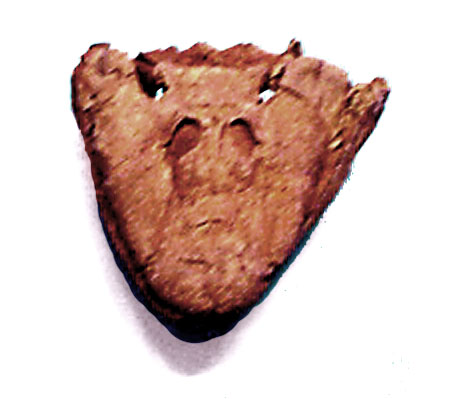
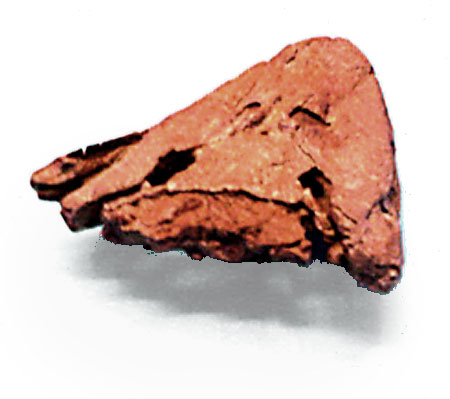
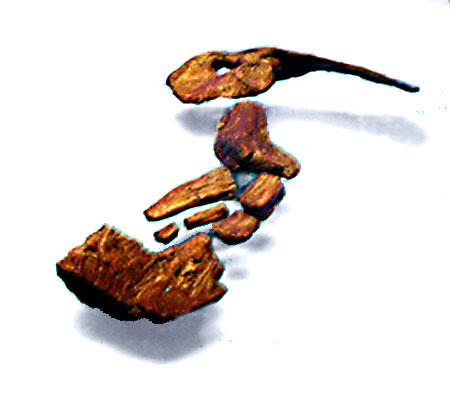
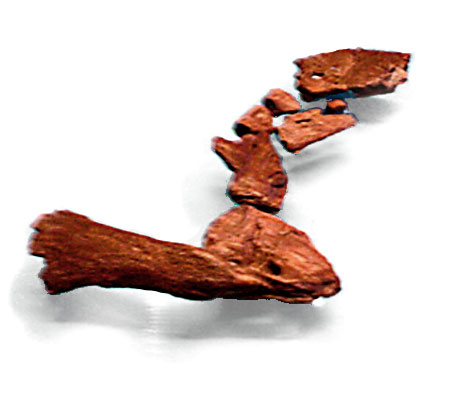